# Hill megye (Texas)
Hill megye az Amerikai Egyesült Államokban, azon belül Texas államban található. Megyeszékhelye és legnagyobb városa Hillsboro. Lakosainak száma 35 874 fő (2020. április 1.). Hill megye Bosque, Ellis, Navarro, Johnson, Limestone és McLennan megyékkel határos.

## Népesség
A megye népességének változása:
| Lakosok száma | 35 128 | 35 191 | 35 106 | 34 823 | 34 855 | 35 874 |
|               | 2010   | 2011   | 2012   | 2013   | 2015   | 2020   |